# Petit icosihémidodécaèdre
En géométrie, le petit icosihémidodécaèdre est un polyèdre uniforme non-convexe, indexé sous le nom U49.
Ses 30 sommets et ses 60 arêtes, le long desquelles sont situées ses 20 faces triangulaires, sont partagés avec l'icosidodécaèdre.